# エジマル・クリチバ・フラガ
エジマル（Edimar）もしくはエジマル・フラガ（Edimar Fraga）ことエジマル・クリチバ・フラガ（ポルトガル語: Edimar Curitiba Fraga、1986年5月21日 - ）は、ブラジルのサッカー選手。ポジションはDF。

## クラブ歴
エスピリトサント州イコーニャに生まれた。カショエイロFCの下部組織でサッカーを始め、2003年、16歳の時にクルゼイロECの下部組織に移った。2006年にクルゼイロからグアラニFCに期限付き移籍し選手初出場を記録。2007年にトゥピFCに期限付き移籍し、同クラブで2008年のカンピオナート・ミネイロ13試合に出場、初得点を記録した。その後、イパチンガFCに期限付き移籍した。イパチンガではカンピオナート・ブラジレイロ・セリエA初出場を記録した。2008年7月1日にはポルトガル・プリメイラ・リーガのSCブラガに1シーズンの期限付き移籍。2009年3月15日にポルトガルデビュー、5月24日に初得点となった。2009年6月にはクルゼイロに戻った。
翌7月28日にリーガ1のCFRクルジュに完全移籍。レギュラーとして活躍し、リーグとクパ・ロムニエイ制覇に貢献した。2011年8月3日にギリシャ・スーパーリーグのクサンティFCに1シーズンの期限付き移籍。気候の違いに悩まされた他、PASヤニナFC戦では人種差別を受けるなど、苦難の多いシーズンであった。2012年8月5日にリオ・アヴェFCに期限付き移籍。レギュラーとして活躍し、2013年6月にクルジュに戻った。しかし7月23日に再び期限付き移籍でリオ・アヴェに加入した。
2014年6月4日にセリエAのACキエーヴォ・ヴェローナが3年契約で彼を獲得。しかし、出場時間は9分のみであった。翌年1月7日にはリーガ・エスパニョーラのコルドバCFに6月までの期限付き移籍。同月12日にスペインでの初出場を記録した。24日のレアル・マドリード戦ではクリスティアーノ・ロナウドを蹴って退場。後にTwitterで謝罪した。2015-16シーズンは三度リオ・アヴェに期限付き移籍した。
2016年夏にクルゼイロに完全移籍で復帰。翌年はサンパウロFCに期限付き移籍した。2018年にサンパウロは彼を完全移籍で獲得した。
2019年5月にRBブラガンチーノに移籍。